# دورميش خان شاملو
دورميش خان شاملو كان ضابط قزلباش من أصل تركماني، شغل مناصب رفيعة تحت قيادة الملك الصفوي إسماعيل الأول (حكم 1501–1524) وابنه طهماسب الأول (حكم 1524–1576). توفي دورميش خان في عام 1525.

## سيرته
كان دورميش خان ابن عبدي بك شاملو، في حين أن والدته كانت أخت الشاه إسماعيل الأول. علاوة على ذلك، كان لدى دورميش خان أخ اسمه حسين خان شاملو. في عام 1503، تم تعيين دورميش خان حاكمًا لأصفهان لكنه اختار البقاء في العاصمة الصفوية تبريز وعيَّن ميرزا شاه حسين وزيرًا له.
في 1514، بينما كانت القوات الصفوية في تشالدران تخطط على كيفية مواجهة العثمانيين الذين أعلنوا الحرب ضد الدولة الصفوية. اقترح محمد خان أوستاجلو، الذي شغل منصب حاكم ديار بكر، ونور علي خليفة، قائد يعرف كيف يقاتل العثمانيون، أن يهاجموا بأسرع وقت ممكن. على أي حال، رفض دورميش خان هذا المقترح، الذي قال بقسوة أن محمد خان أوستاجلو مهتم فقط بالمقاطعة التي يحكمها. رفض المقترح أيضًا الشاه إسماعيل نفسه، الذي قال: "أنا لست لص قافلة، سيحدث ما قدره الله". حدثت معركة في وقت قصير، مما أدى إلى كارثة مطلقة للصفويين، الذين فقدوا معظم قواتهم وقادتهم.
في 1518/9، قمع دورميش خان عدة تمردات في مازندران، وفي وقت لاحق في 1520 تم إرساله إلى بغداد للدفاع عن المدينة ضد السلطان العثماني سليم الأول، الذي توفي من المرض قبل أن يتمكن من الوصول إلى المدينة. في عام 1521، أصبح ميرزا شاه حسين وزير الشاه إسماعيل وأصبح قويًا جدًا لدرجة أنه اختار إرسال دورميش خان بعيداً عن البلاط الصفوي إلى هراة في خراسان، حيث اضطر إلى العمل كحاكم لها. عندما وصل دورميش خان إلى المدينة، عين أحمد سلطان أفشار حاكمًا لعدة مناطق في المحافظة. في مايو 1522، سيطر الحاكم المغولي بابر على قندهار وانتزعها من دورميش خان. في 1523/4، تم الهجوم على هراة من قبل مجموعة من الأوزبك، وتمكن دورميش خان من التصدي لهم.
توفي دورميش خان في عام 1525 و خلفه أخوه حسين خان شاملو.
1. 1 2  Savory 2007، صفحة 41.
2. ↑  Savory 2007، صفحة 48.
3. ↑  Savory 1984، صفحة 661.